# Синокрассула
Синокрассула (лат. Sinocrassula) — род суккулентных растений семейства Толстянковые (Crassulaceae), произрастающий на территории Китая, Непала, Тибета, Вьетнама и Гималая.

## Название
Родовое латинское (научное) название Sinocrassula буквально переводится как «Крассула (Толстянка) Китая».
Русскоязычное название является транслитерацией латинского.

## Ботаническое описание
Однолетние, двулетние или многолетние растения с тонкими красновато-коричневыми полосками или пятнами на всем теле, либо голые, либо слегка опушенные. Корни мочковатые. Листья в основном сформированы в прикорневых розетках, часто с несколькими розетками на одном растении. Листья часто опадают и теряются во время цветения. Они располагаются очередно и имеют тупую или заостренную вершину. Цветоносы прямые и длинные, часто удлиненные; стеблевые листья чередуются.
Соцветия могут быть верхушечными или боковыми, метельчато-щитковидными с длинными ветвями, которые находятся практически напротив друг друга у основания, иногда простыми или кистевидными. Прицветники имеют листовидную форму и расположены рыхло. Цветки прямостоячие, двуполые, состоят из пяти частей. Чашечка почти сферическая, ее листья прямостоячие и имеют треугольную или треугольно-ланцетную форму, они срослись у основания. Лепестки свободные или почти свободные, от желтых до красных или пурпурно-красных, имеют шаровидно-пузырчатую форму и S-образное продольное сечение. Верхняя часть лепестков вытянута и слегка изогнута, а основание вогнуто. Иногда вершина лепестка толстая. Тычинок столько же, сколько и лепестков, они расположены на чашелистиках и немного короче лепестков. Плодолистики несколько широкие и резко сужены у основания. Фасоны короткие, а рыльца головчатые. Листовки содержат множество семян.

## Таксономия
Sinocrassula A. Berger, первое упоминание в H.G.A.Engler, Nat. Pflanzenfam. ed. 2, 18a: 462 (1930). 

### Виды
Подтвержденные виды по данным сайта Plants of the World Online на 2023 год:
- Sinocrassula ambigua (Praeger) A.Berger
- Sinocrassula bergeri H.Jacobsen
- Sinocrassula densirosulata (Praeger) A.Berger — Синокрассула густорозеточная
- Sinocrassula diversifolia H.Chuang
- Sinocrassula indica (Decne.) A.Berger
- Sinocrassula longistyla (Praeger) S.H.Fu
- Sinocrassula papillosa Jankalski
- Sinocrassula parvifoliana S.S.Ying
- Sinocrassula shaolinchiana S.S.Ying
- Sinocrassula stenosquamata Jian Wang & F.Du
- Sinocrassula taiwaniana S.S.Ying
- Sinocrassula techinensis (S.H.Fu) S.H.Fu
- Sinocrassula vietnamensis Aver. & V.V.Byalt
- Sinocrassula yunnanensis (Franch.) A.Berger — Синокрассула юннаньская